# Кармен (фильм Демилля)
«Кармен» (англ. Carmen) — американский немой художественный фильм режиссёра Сесиля Блаунта Демилля, снятый и выпущенный в 1915 году. Одна из первых сохранившихся экранизаций, основанных на новелле Проспера Мериме «Кармен». На главную роль была приглашена знаменитая оперная певица-сопрано Джеральдина Фаррар, которая исполняла партию Кармен в одноимённой опере Жоржа Бизе. После выхода картины на экраны она имела успех у публики и критики. На особо представительных показах демонстрировалась в сопровождении симфонического оркестра, который исполнял адаптированную для фильма музыку из оперы Бизе. Картина создана в пышной театрализованной манере с богатыми декорациями и массовыми сценами, что является одной из характерных черт Демилля как постановщика. В том же году Чарли Чаплин высмеял чрезмерную театральность ленты в своей бурлескной пародии «Кармен».

## Сюжет
Группа контрабандистов прибывает морем на шлюпке, надеясь незаметно переправить свои товары через городские стены. Преступные дельцы собирались воспользоваться проломом в стене, который охраняет офицер дон Хосе, однако попытка договориться с ним не увенчалась успехом, из-за чего им пришлось переправить тюки с контрабандой в свой лагерь в горах. Их подруга Кармен, узнав о препятствии в виде офицерского поста, обещает, что сумеет помочь. Она говорит, что сможет соблазнить Хосе: «Каждый человек может быть подкуплен чем-нибудь. Поскольку все вы беспомощны, предоставьте мне дона Хосе. Я отдам вам этого неподкупного офицера связанным по рукам и ногам — любовью». При первой встрече она очаровывает офицера, но постепенно увлекается им сама и даже пытается из ревности убить его предыдущую любовь — Микаэлу. 
Хосе помогает контрабандистам и переходит на их сторону, а после совершённого им убийства офицера Моралеса вынужден скрываться от властей. Однако позже Кармен влюбляется в тореадора Эскамильо, и Хосе из ревности решает его убить. С этой целью он поджидает соперника в Севилье возле арены, где проводится коррида, но ему попадается на глаза неверная цыганка. Между ними происходит разговор на повышенных тонах, во время которого Кармен заявляет, что она вольна выбирать свою любовь, после чего Хосе закалывает её, а она произносит, умирая: «Ты убил меня, Хосе, но я свободна!». 

## Над фильмом работали
Актёрский состав:
| Джеральдина Фаррар | Кармен                                    |
| Уоллес Рид         | Дон Хосе                                  |
| Хорас Карпентер    | Пастиа                                    |
| Уильям Элмер       | Моралес                                   |
| Джини Макферсон    | Фраскита                                  |
| Анита Кинг         | Мерседес                                  |
| Милтон Браун       | Гарсиа                                    |
| Реймонд Хэттон     | зритель на бое быков (в титрах не указан) |

Съёмочная группа:
| Роль           | Имя                                                    |
| -------------- | ------------------------------------------------------ |
| Режиссёр       | Сесил Блаунт Демилль                                   |
| Автор сценария | Вильям Демилль, по одноимённой повести Проспера Мериме |
| Оператор       | Элвин Уайкофф                                          |
| Производство   | Lasky Feature Play Company                             |
| Продюсер       | Джесси Ласки                                           |

## Создание
Первоначально режиссёр Сесилль Демилль намеревался снять музыкальную версию оперы Жоржа Бизе «Кармен», но на тот момент её либретто было защищено авторским правом. Поэтому режиссёр поручил своему брату-сценаристу Уильяму Демиллю адаптировать для фильма новеллу «Кармен» Проспера Мериме, находившуюся в то время в общественном достоянии. На выбор сюжета повлияло то, что Демилль был тесно связан с театром как бывший театральный деятель и неудавшийся драматург. По замечанию театрального режиссёра Дэвида Беласко, перед другими голливудскими постановщиками у Демилля было то превосходство, что он, вероятно, был «единственным кинорежиссёром, установившим близкую связь с крупными театрами Бродвея». Режиссёр пришёл в кино 1911 году и вместе с продюсером Джесси Ласки участвовал в создании компании Jesse L. Lasky Feature Play Company. Впоследствии она влилась в компанию «Paramount Pictures», с которой связана практически вся его последующая кинематографическая деятельность. В этот период для стратегии в продвижении продукции кинокомпании был актуален широко рекламируемый лозунг «Грандиозные пьесы с выдающимися актёрами» (англ. Prodigious plays with prominent actors), который представлял собой видоизменённый лозунг продюсера Адольфа Цукора «Знаменитые актёры в знаменитых произведениях» (англ. Famous Players in Famous Plays). По словам французского историка кино Жоржа Садуля, в этот период нельзя было найти для знаменитых исполнителей «режиссёра, равного по умению Сесилю де Миллю». По наблюдению Садуля, постановщик сумел весьма успешно освоить и применить лучшую кинематографическую технику своего времени, заимствуя приёмы и методы работы у европейских постановщиков: «Построение сцен при монтажной разработке на крупных планах позволило ему избежать опасности создания „кинопьес“, хотя он и переносил на экран довольно сложные интриги, заимствованные в модных театрах».
Несмотря на съёмки нескольких удачных фильмов в жанре киноадаптаций модного американского театрального репертуара, успех и внимание публики Демилль привлёк лишь своей шестнадцатой картиной «Кармен». Для исполнения главной роли была привлечена знаменитая оперная певица-сопрано Джеральдина Фаррар. Считается, что сумел её уговорить продюсер Ласки, объяснив, что её участие в картине не сможет нанести ущерб её репутации, а, наоборот, увеличит её аудиторию и сделает её более известной. По мнению Садуля, приглашение певицы в немой фильм понадобилось режиссёру для «пущей страстности»: «Она умела играть глазами и гиперболизировать жесты, чтобы видно было и на галёрке». Певица, известная своими артистическими способностями на сцене, приняла предложение об участии в съёмках и подписала контракт, согласно которому оставила оперную сцену на два месяца за гонорар в размере 20 тыс. долларов. При этом все расходы звезды во время пребывания в Калифорнии брала на себя кинокомпания, а в её распоряжение был предоставлен специальный вагон, в котором она разместилась во время пути из Нью-Йорка в Голливуд. В течение нескольких месяцев, проведённых актрисой в Калифорнии, режиссёр снял три ленты с Фаррар в главной роли: «Кармен», «Искушение» и «Мария-Роза».
Съёмки начались 28 июня 1915 года и продолжались до 13 июля. Фильм был снят в пышной «итальянской манере», с богато обставленными массовыми сценами и декорациями. Фаррар, родившаяся в штате Масачуссетс, попросила, чтобы премьера прошла в Бостоне. Руководство компании не отказало и первый показ состоялся 31 октября 1915 года в Симфоническом зале Бостона. В широкий прокат картина была выпущена на следующий день и стала в США настоящей «сенсацией» (Садуль). Композитор Хьюго Ризенфельд (англ. Hugo Riesenfeld), сделал аранжировку музыки из знаменитой оперы Бизе. Новая оркестровая версия была исполнена во время премьерного показа. Позже были проведены ещё две реконструкции партитуры Ризенфельда. Первую осуществил дирижёр Джиллиан Андерсон (англ. Gillian Anderson) по копиям оригинальной партитуры и оркестровки, созданных для фильма, и записал её с Лондонским филармоническим оркестром в 1996 году. Вторую версию воплотил композитор Тимоти Брок (англ. Timothy Brock), который записал её в 1997 году с камерным оркестром Олимпии (англ. Olympia Chamber Orchestra). Обе записи сопровождали различные версии восстановленного фильма, выпущенного на видеокассетах. Фильм был отреставрирован на основе личной копии Демилля, находившейся на хранении в Международном музее фотографии и кино «Джордж Истман Хаус».

## Критика
После выхода фильма на экраны американская критика в целом приняла фильм одобрительно, отмечая такие положительные моменты постановки, как «конструктивные» (объёмные) декорации, кинематографические решения, почерпнутые из театра. Один из немногих упрёков состоял в том, что создатели вольно обошлись с литературным источником. В киноведении распространено мнение, что картина представляет собой образец раннего творчества Демилля, в котором нашли отражение особенности его режиссёрского стиля, впоследствии ставшие для него характерными: «фильм отличался театральностью, помпезностью и декоративностью». Это остроумно по следам ленты Демилля высмеял Чарли Чаплин в своей бурлескной пародии «Кармен» (1915). В 1915 году критик из New York Dramatic Mirror писал, что Фаррар вложила в эту картину «всё своё сердце, душу и тело» и даже без помощи своего волшебного голоса сумела показать себя как одна из величайших актрис. Её игра в этой постановке — «одно из чудес сцены и экрана», она настолько естественна, настолько реалистична, что трудно поверить, что это действует.
В 1935 году Демилль пересмотрел свой фильм в кинозале Paramount. Несмотря на то, что на «Кармен» ушло много усилий, он критически оценил свою работу. К числу недостатков, по мерке середины 1930-х годов, он отнёс плохое освещение, режиссуру, сценарий и актёрскую игру. В конце концов он нашёл утешение только в том, что в 1915 году создатели гордились своей картиной как «Генри Форд своей Моделью Т или братья Райт своим первым самолётом». Американский историк кино Льюис Джекобс (англ. Lewis Jacobs), отмечал, что кинематограф может по праву гордиться Демиллем за то, что он ввёл в фильм те режиссёрские приёмы, которые впоследствии стали характерными для его творчества в целом. Так, в этой картине постановщик применил конструктивные декорации, заменив ими нарисованные на плоской поверхности, которые в то время ещё были практически повсеместно распространены, а актёры этого немого фильма произносили текст своей роли, как будто находились на сцене. Подводя итоги рассмотрения художественных особенностей этого фильма, Джекобс писал: «точное соблюдение самой незначительной детали, чувство „постановочного“ фильма и забота о „продуктивной ценности“ уже становились отличительными чертами его манеры».
Фаррар, вернувшись на оперную сцену, перенесла некоторые кинематографические элементы своей роли в постановку оперы в 1916 году Метрополитен-опера, где исполняла роль Кармен, а её партнёром в этой постановке был Энрико Карузо. Новый образ Кармен отличался большей силой, агрессивностью и реализмом, что вызвало скандал и многочисленные отклики в прессе, но впоследствии было расценено положительно: «Фильм Фаррар — пример оперы, влияющей на кинематограф, и фильма, влияющего на оперу».